# Karl-Ludwig Elvers
Karl-Ludwig Gotthard Elvers (* 2. November 1962 in Berlin) ist ein deutscher Althistoriker.
Nach der Schule und dem Abitur in Berlin studierte Karl-Ludwig Elvers Latinistik und Geschichte an der Freien Universität Berlin. 1988 machte er sein Staatsexamen und war anschließend bis 1992 Wissenschaftliche Hilfskraft bei der Kommission für Alte Geschichte und Epigraphik. Dann wechselte er an die Ruhr-Universität Bochum, wo er seit 1994 als Studienrat im Hochschuldienst lehrt. 1993 erfolgte die Promotion an der FU Berlin mit einer Arbeit über Geschichte in Ciceros Reden. Aspekte des spätrepublikanischen Geschichtsverständnisses.
Sein wissenschaftliches Hauptinteresse gilt der Geistesgeschichte der späten römischen Republik. Er lehrt alle Bereiche der antiken Geschichte, jedoch mit Schwerpunkt auf der Politikgeschichte des Römischen Reiches. Zu seinen Aufgaben an der Universität gehört die Betreuung der Münzsammlung des Instituts. Besonders in Erscheinung trat Elvers als Fachbereichsherausgeber des Neuen Paulys für den Bereich Prosopographie der römischen Republik. Hier verfasste er auch eine große Anzahl von Artikeln.